# Iván Martínez Muñumer
Iván Martínez Muñumer (nacido el 2 de marzo de 1990 en Valladolid, España) es un jugador de baloncesto español que juega en CB Tizona de la Liga LEB Oro. Con 1,92 metros de estatura, juega en la posición de escolta.

## Trayectoria
Es un escolta formado en varios clubs de formación de Valladolid, hasta llegar al Zarzuela Maristas con el que debutaría en Liga EBA. Más tarde, jugaría en LEB Plata y LEB Oro, con CB Tíjola, Club Baloncesto Axarquía y Tarragona Bàsquet 2017.
En diciembre de 2012, Martínez llegó a Palencia para cubrir la baja de Jhornan Zamora. El vallisoletano venía de una grave lesión en la rodilla producida en la recta final de la temporada anterior y llegó a Palencia en la recta final de su recuperación, pero en las oportunidades que dispuso, no tuvo mucha suerte.Con Palencia jugó 12 partidos de liga regular, con una media de 7’3 minutos por partido, y 1’3 puntos y o’5 rebotes por partido, un balance un poco bajo para la calidad de este jugador que la temporada anterior en Tarragona, jugó a un grandísimo nivel.

En verano de 2013, pese a fichar por el Marín Peixegalego de LEB Plata, le llega una oferta del CB Valladolid, el equipo de su ciudad, que se cruza con los intereses del jugador por debutar en ACB y defendería con unos buenos números una temporada muy complicada en el plano económico para los de Ricard Casas, no pudiendo evitar el descenso a LEB Oro.
Tras una temporada 2014-2015 en LEB Oro con el conjunto de su tierra natal, da el salto a LEB Plata para jugar con Covirán Granada durante dos temporadas.
En septiembre de 2017, el escolta vallisoletano vuelve de la mano del Baskonia a la ACB, categoría a la que ya ascendió en la temporada 2013/14 con el CB Valladolid. Iván Martínez estuvo a las órdenes de Pablo Prigioni durante toda la pretemporada.